# Dinajpur Sadar
Dinajpur Sadar är ett underdistrikt i Bangladesh. Det ligger i den nordvästra delen av landet, 280 km nordväst om huvudstaden Dhaka.
Trakten runt Dinajpur Sadar består till största delen av jordbruksmark. Runt Dinajpur Sadar är det mycket tätbefolkat, med 1 573 invånare per kvadratkilometer.